# Аленсворт (Калифорнија)
Аленсворт (енгл. Allensworth) насељено је место без административног статуса у америчкој савезној држави Калифорнија.

## Демографија
По попису из 2010. године број становника је 471.
| Група             | 2000.    | 2010.       |
| Белци             | 0 (0,0%) | 14 (3,0%)   |
| Афроамериканци    | 0 (0,0%) | 22 (4,7%)   |
| Азијати           | 0 (0,0%) | 8 (1,7%)    |
| Хиспаноамериканци | 0 (0,0%) | 436 (92,6%) |
| Укупно            | 0        | 471         |